# Solpugema vincta
Espèce
Synonymes
- Solpuga vincta C. L. Koch, 1842
- Solpuga badia C. L. Koch, 1842

Solpugema vincta est une espèce de solifuges de la famille des Solpugidae.

## Distribution
Cette espèce se rencontre en Afrique du Sud et en Angola.

## Description
Les mâles mesurent de 22 à 24 mm et la femelle 20 mm.

## Publication originale
- C. L. Koch, 1842 : Systematische Übersicht über die Familie der Galeoden. Archiv fèur Naturgeschichte, vol. 1, p. 350-356 (texte intégral).